# 戈爾基
戈爾基（發音：[ˈɣorkʲi]，羅馬化：Gorki）是白俄羅斯莫吉廖夫州戈爾基區内的城市及该区的行政中心，距離州府莫吉廖夫86公里，面積22.1平方公里，2009年人口32,777。第二次世界大戰期間，納粹德國在1941年7月12日至1944年6月26日佔領該鎮。